# Walter Schneider (coureur)
Walter Schneider (Weidenau, 15 januari 1927 - Siegen, 27 maart 2010) was een Duits auto- en motorcoureur.
In de seizoenen 1958 en 1959 werd hij wereldkampioen zijspanrace met zijn bakkenist Hans Strauß.

## Carrière
Walter Schneider was van beroep automonteur en begon zijn racecarrière in 1949 als bakkenist van Kurt Bäch. In 1950 reed hij met een zelfbouw BMW R 66-zijspancombinatie met Hans Wahl als bakkenist. Als juniorrijder won hij wedstrijden in Dieburg, Lorsch en Recklinghausen. In 1951 kreeg hij zijn seniorenlicentie. Na enkele jaren met weinig succes ging hij vanaf 1953 met een Norton Manx-combinatie rijden. Met Walter Nüssen als bakkenist werd hij vierde in het kampioenschap van Duitsland. Hij was daarmee een van de beste privérijders.

### Wereldkampioenschap wegrace

#### 1954
BMW kon in die tijd nog niet echt een vuist maken tegen de Nortons, maar met de komst van de BMW RS 54 motor in het seizoen 1954 kon dat wel. Walter Schneider kocht een dergelijke motor en ging nu samenwerken met monteur/bakkenist Hans Strauß. Ze kwamen nu als privérijders uit in het wereldkampioenschap wegrace en werden tweede in de Grand Prix van Duitsland op de Solitudering en vierde in de Sidecar TT op het eiland Man. In het wereldkampioenschap eindigden ze op de vierde plaats, maar als tweede BMW-team (Wilhelm Noll en Fritz Cron werden wereldkampioen).

#### 1955
In het seizoen 1955 waren de BMW's al duidelijk sterker dan de Nortons, maar Schneider/Strauß kregen nog steeds geen fabriekssteun. Desondanks haalden ze hun eerste overwinning. Dat gebeurde in de Sidecar TT, die toen nog op de korte Clypse Course werd verreden en waar Noll/Cron en Faust/Remmert uitvielen. Ze scoorden ook podiumplaatsen in de GP van Duitsland en België en werden derde in het wereldkampioenschap achter Noll/Cron en Faust/Remmert.

#### 1956
In het seizoen 1956 werden Schneider en Strauß opgenomen in het fabrieksteam van BMW, maar ze werden geplaagd door problemen en eindigden slechts op de tiende plaats.

#### 1957
In het seizoen 1957 ging het beter met tweede plaatsen in Duitsland en in de Sidecar TT en een overwinning in België. Ze eindigden als tweede in het wereldkampioenschap achter hun teamgenoten Fritz Hillebrand en Manfred Grunwald. Aan Hillebrand werd de titel echter postuum uitgereikt; hij verongelukte nog vóór de laatste Grand Prix op 24 augustus tijdens een internationale race in Bilbao.

#### 1958
In het seizoen 1958 wonnen Schneider en Strauß drie van de vier GP's en ze haalden hun eerste wereldtitel binnen vóór Florian Camathias/Hilmar Cecco. Bovendien werden ze kampioen van Duitsland.

##### Rel in de DDR
In dit seizoen veroorzaakten Walter Schneider en Hans Strauß ongewild een rel in de Duitse Democratische Republiek. Daar werd voor het eerst de Grand Prix van de DDR georganiseerd, die nog niet meetelde voor het wereldkampioenschap. De soloklassen werden gewonnen door twee DDR-rijders (Ernst Degner en Horst Fügner), een Zwitser (Luigi Taveri) en een Brit (Dickie Dale), maar de organisatie had kunnen weten dat de zijspanklasse naar een West-Duits team zou gaan. In dit geval waren dat Schneider en Strauß. De Oost-Duitsers weigerden echter om Das Lied der Deutschen te spelen en speelden tijdens de huldiging een Russische mars. Ze schrokken echter hevig toen hun eigen (Oost-Duitse) publiek dit beloonde met een fluitconcert.

#### 1959
In januari 1959 kreeg Walter Schneider van Bondspresident Theodor Heuss het "Zilveren Laurierblad", de hoogste sportonderscheiding van Duitsland. In dat jaar wonnen ze twee GP's, net als Camathias/Cecco, maar Schneider/Strauß haalden ook nog twee tweede plaatsen en werden opnieuw wereldkampioen. Tijdens een race om het Duitse kampioenschap raakten ze op de Nürburgring betrokken bij een ongeval met Florian Camathias, waarbij Hans Strauß enkele ribben brak. Daardoor konden ze hun Duitse titel niet verdedigen. Na dit seizoen beëindigden zowel Walter Schneider als Hans Strauß hun zijspancarrière. De fabrieks-BMW RS 54-motor van Schneider werd aan Max Deubel gegeven, die er nog vier keer wereldkampioen mee werd.
Enige tijd later ging Walter Schneider zich met de autosport bezighouden. Hij startte voor BMW in toerwagenraces en won meteen alle wedstrijden waarvoor de fabriek hem inschreef. In 1961 werd hij Duits toerwagenkampioen. Met de BMW 700 RS werd hij bovendien Duits heuvelklimkampioen.
Op 14 juni 1964 kreeg hij een ongeluk tijdens de heuveklim op de Mont Ventoux toen hij al aan de leiding van het Europees kampioenschap lag. Met zijn BMW 1800 had hij een andere auto geraakt, waarbij waarschijnlijk de stuurinrichting beschadigd was. In de vierde bocht na het Chalet Renard kon hij niet meer sturen waardoor de auto meerdere malen over de kop sloeg en enkele honderden meters van de helling af rolde. Schneider werd uit de auto geslingerd. Na enkele weken in het ziekenhuis van Carpentras besloot hij zijn racecarrière af te sluiten.
Hij had al in 1958 een tankstation geopend, waar in 1962 een autowerkplaats bij kwam. Hij bouwde deze uit tot een autohandel, die hij echter al snel over droeg aan zijn zonen.
Walter Schneider overleed op 27 maart 2010 op 83-jarige leeftijd.

## Wereldkampioenschap wegrace resultaten
(Races in cursief geven de snelste ronde aan, punten (tussen haakjes) zijn inclusief streepresultaten)
| Jaar | Klasse        | Bakkenist   | Team  | Motorfiets      | 1       | 2     | 3     | 4       | 5     | 6     | 7     | 8     | Punten  | Plaats | Overwinningen | Wereldkampioen                                          |
| ---- | ------------- | ----------- | ----- | --------------- | ------- | ----- | ----- | ------- | ----- | ----- | ----- | ----- | ------- | ------ | ------------- | ------------------------------------------------------- |
| 1954 | Zijspanklasse | Hans Strauß | Privé | BMW RS 54-Steib |         | IOM 4 | ULS 5 | BEL 5   |       | DUI 2 | ZWI 4 | NAT - | 14 (16) | 4e     | 0             | Wilhelm Noll/ Fritz Cron, BMW RS 54-Steib               |
| 1955 | Zijspanklasse | Hans Strauß | Privé | BMW RS 54-Steib | SPA -   |       | IOM 1 | DUI 3   | BEL 3 | NED - |       | NAT 2 | 22      | 3e     | 1             | Willi Faust/ Karl Remmert, BMW RS 54-Steib              |
| 1956 | Zijspanklasse | Hans Strauß | BMW   | BMW RS 54-Steib | IOM DNF | NED - | BEL 8 | DUI 4   | ULS - | NAT 6 |       |       | 4       | 10e    | 0             | Wilhelm Noll/ Fritz Cron, BMW RS 54-Steib               |
| 1957 | Zijspanklasse | Hans Strauß | Privé | BMW RS 54-Steib | DUI 2   | IOM 2 | NED 1 | BEL -   |       | NAT - |       |       | 20      | 2e     | 1             | Fritz Hillebrand (†)/ Manfred Grunwald, BMW RS 54-Steib |
| 1958 | Zijspanklasse | Hans Strauß | Privé | BMW RS 54-Steib | IOM 1   | NED 2 | BEL 1 | DUI 1   |       |       |       |       | 24 (30) | 1e     | 3             | Walter Schneider/ Hans Strauß, BMW RS 54-Steib          |
| 1959 | Zijspanklasse | Hans Strauß | Privé | BMW RS 54-Steib | FRA 2   | IOM 1 | DUI 2 | NED DNF | BEL 1 |       |       |       | 28      | 1e     | 2             | Walter Schneider/ Hans Strauß, BMW RS 54-Steib          |